# مارتن ييرانيك
مارتن ييرانيك (بالتشيكية: Martin Jiránek)‏ (مواليد 25 مايو 1979) هو لاعب كرة قدم. يلعب مع منتخب جمهورية التشيك لكرة القدم. سبق له أن لعب في كأس العالم لكرة القدم مع منتخب بلاده.

## روابط خارجية
- مارتن ييرانيك على موقع الاتحاد الدولي (مؤرشف)  (الإنجليزية)
- مارتن ييرانيك على موقع الاتحاد الأوربي (الإنجليزية)
- مارتن ييرانيك على موقع الاتحاد التشيكي (الإنجليزية)
- مارتن ييرانيك على موقع قاعدة بيانات كرة القدم.إي يو (الإنجليزية)
- مارتن ييرانيك على موقع ناشيونال فوتبول تيمز (الإنجليزية)
- مارتن ييرانيك على موقع Soccerway.com (الإنجليزية)
- مارتن ييرانيك على موقع عالم كرة القدم.نت (الإنجليزية)